# Marcin Świetlicki
Marcin Adam Świetlicki (ur. 24 grudnia 1961 w Lublinie) – polski poeta, powieściopisarz, dziennikarz, wokalista zespołu Świetliki, Czarne Ciasteczka, Najprzyjemniejsi, Zgniłość i Morświn. Współpracował także z wieloma innymi artystami, między innymi z Robertem Brylewskim, Krzysztofem „Grabażem” Grabowskim, Katarzyną Nosowską, Bogusławem Lindą, Mikołajem Trzaską i Cezarym Ostrowskim. Wziął udział w nagraniu tribute albumu „Janerka na basy i głosy” poświęconemu Lechowi Janerce.

## Życiorys

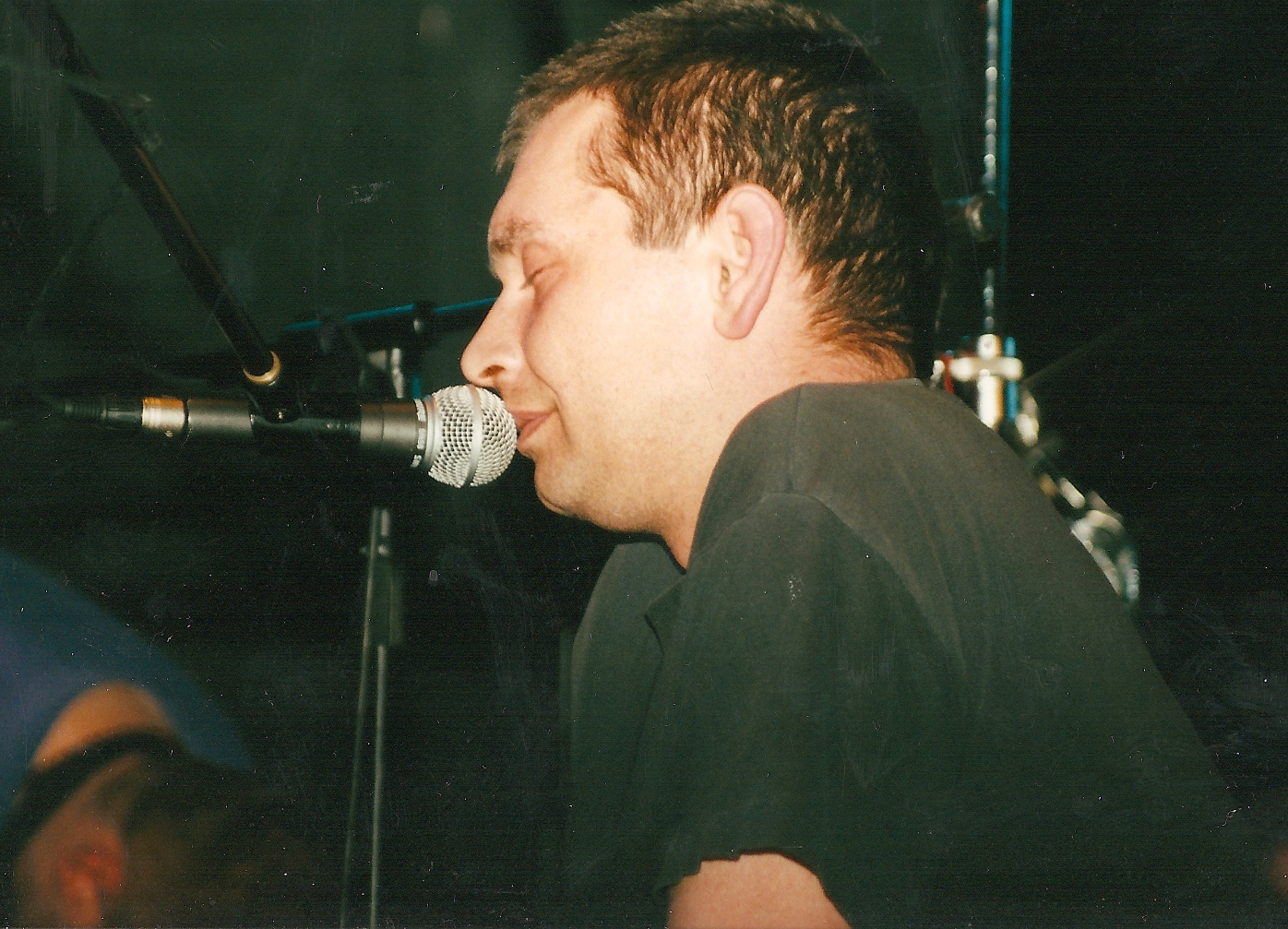
Marcin Świetlicki na koncercie The Users w 1999 roku.

Marcin Świetlicki jest synem Lucjana Świetlickiego i Anny z Łysakowskich Świetlickiej. Jego ojciec jest historykiem i regionalistą związanym z Piaskami.
Świetlicki uczęszczał najpierw do Szkoły Podstawowej im. Mikołaja Kopernika w Piaskach koło Lublina, a następnie do III Liceum Ogólnokształcącego im. Unii Lubelskiej w Lublinie. Studiował polonistykę na Uniwersytecie Jagiellońskim w Krakowie, jednak studiów nie ukończył. Dostał powołanie do Ludowego Wojska Polskiego i w latach 1984–1986 odbył zasadniczą służbę wojskową w Słupsku. Po jej ukończeniu zamieszkał w Krakowie (gdzie mieszka do dziś) i pracował m.in. w krakowskim Pałacu Sztuki, był dozorcą kamienicy przy ul. Ziai, pracował nad korektami tekstów.
Debiutował w harcerskim czasopiśmie młodzieżowym „Na przełaj”. Jego pierwszym tomikiem były Zimne kraje, wydane w 1992 roku przez fundację „brulionu”, chociaż jeszcze przed debiutem został dostrzeżony przez krytyków i uznany za jednego z najwybitniejszych przedstawicieli tzw. pokolenia brulionu. Do 2009 wydał siedemnaście tomików poezji.
Był też związany z redakcją podziemnego czasopisma „Tumult”, dla którego przeprowadził jeden z pierwszych wywiadów z Maciejem Maleńczukiem.
W 1992 roku wspólnie z muzykami krakowskiego zespołu Trupa Wertera Utrata założył grupę Świetliki, wykonującą jego teksty w oprawie rockowej. Marcin Świetlicki występuje jako wokalista Świetlików, posługując się charakterystyczną manierą melorecytacji. Zespół wydał siedem płyt długogrających. Marcin Świetlicki znany jest także ze współpracy z wieloma muzykami alternatywnymi, takimi jak Robert Brylewski, Cezary Ostrowski, i yassowymi (Mikołaj Trzaska).

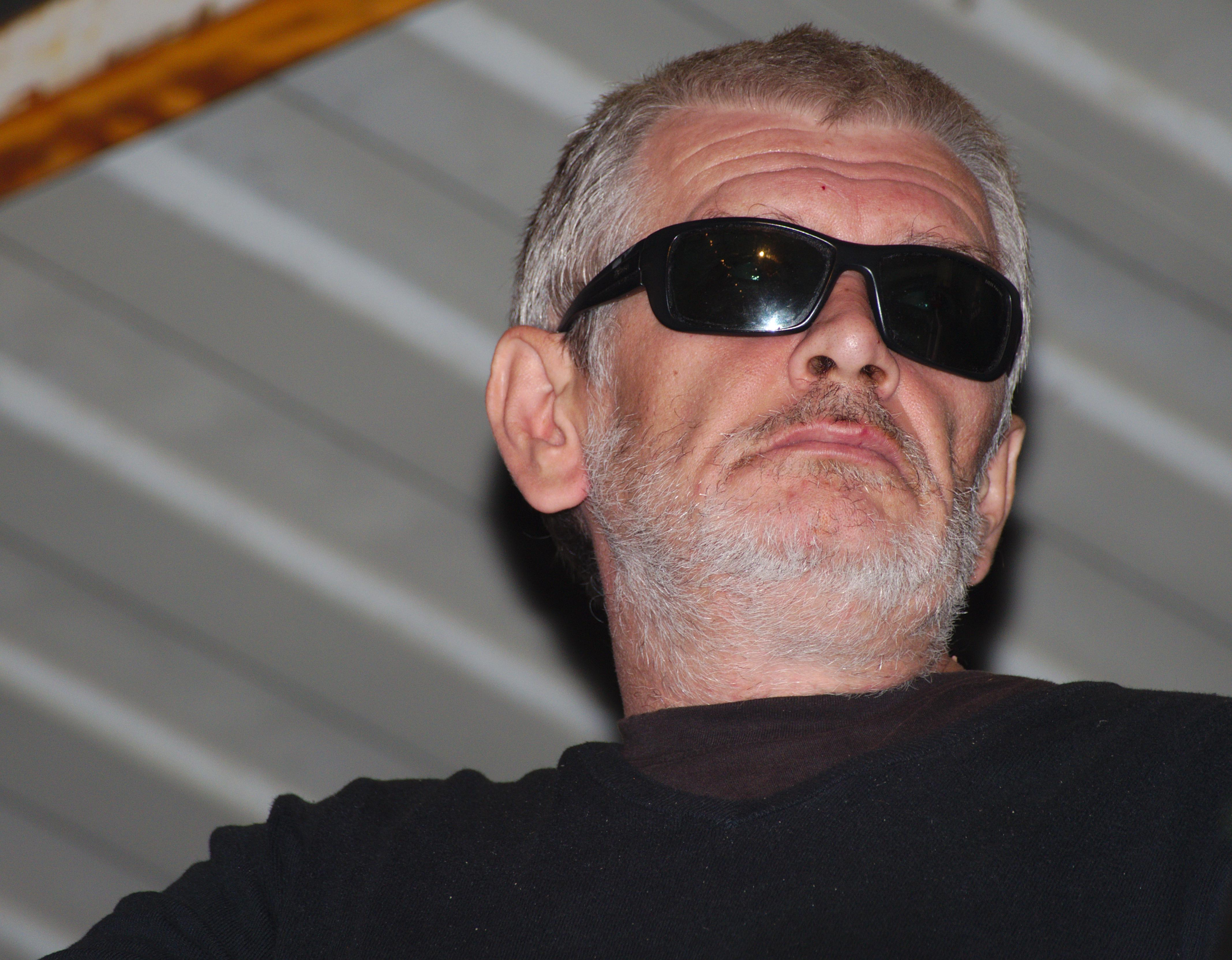
Marcin Świetlicki podczas koncertu z zespołem Zgniłość w 2017 r. w klubie 100cznia w Gdańsku.

Do 2004 roku pracował zawodowo jako korektor w redakcji „Tygodnika Powszechnego” w Krakowie. Przez pewien czas prowadził program telewizyjny Pegaz, w duecie z Grzegorzem Dyduchem. Zagrał główną rolę w dramacie Wojciecha Smarzowskiego – zrealizowanego w formie spektaklu – Małżowina (1998) oraz gościnnie pojawił się w filmie Anioł w Krakowie (2002). Był członkiem redakcji wydawanego w latach 2010–2015 pisma mówionego Gadający Pies.
Jako dziennikarz był związany ze stacją radiową Roxy FM w której wraz Grzegorzem Dyduchem prowadził audycję „Ostatnia Niedziela”.
W prozie pod własnym nazwiskiem zadebiutował w 2006, wydając książkę Dwanaście, która dała początek trylogii – następnie ukazały się Trzynaście w 2007 i Jedenaście w 2008. Nieznany z imienia i nazwiska główny bohater trylogii opisywany jako mistrz przypomina podmiot liryczny wierszy Świetlickiego, co rodzi spekulacje dotyczące pierwowzoru. Sam Świetlicki odcina się od takich interpretacji, natomiast niektórzy krytycy sugerują, że bohater trylogii o mistrzu jest grą z przejaskrawionym obrazem Świetlickiego wykreowanym przez fanów.

## Życie prywatne
Ma dorosłego syna. Deklaruje się jako osoba wierząca w Boga. Nie uczęszcza jednak do kościoła.

## Wyróżnienia

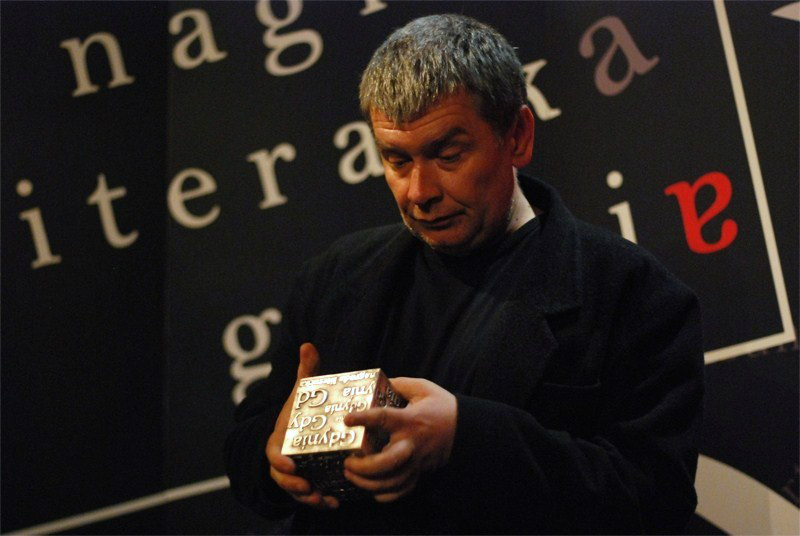
Marcin Świetlicki, laureat Nagrody Literackiej Gdynia 2009

Był laureatem wielu nagród literackich, między innymi promocyjnej nagrody im. Georga Trakla, nagrody Kościelskich, Grand Prix w konkursie czasopisma „brulion”, nagrody im. ks. Jana Twardowskiego, Paszportu Polityki (przyjęcia którego odmówił).
Czterokrotnie nominowany do Nagrody Literackiej Nike: w 1999 za tom Pieśni profana, w 2002 finał nagrody za tom Czynny do odwołania, w 2007 finał nagrody za tom Muzyka środka, w 2014 finał nagrody za tom Jeden (odmówił uczestnictwa w konkursie).
W listopadzie 2006 za książkę Muzyka środka otrzymał nagrodę Krakowska Książka Miesiąca. Za tę książkę był nominowany do Nagrody Literackiej Gdynia 2007.
13 czerwca 2009 roku otrzymał Nagrodę Literacką Gdynia, w kategorii proza, za kryminał Jedenaście.
W czerwcu 2014 roku ponownie otrzymał Nagrodę Literacką Gdynia, tym razem w kategorii poezja, za tom Jeden (za ten tom był nominowany również do Wrocławskiej Nagrody Poetyckiej „Silesius”). Jest też laureatem Wrocławskiej Nagrody Poetyckiej „Silesius” za całokształt twórczości (2012). Był też nominowany do tej nagrody w 2010 w kategorii książka roku za tom Niskie pobudki. 7 listopada 2014 odsłonił swoją płytę w Alei Pisarzy przy Miejskiej Bibliotece Publicznej im. Ł. Górnickiego "Galeria Książki" w Oświęcimiu. W 2016 został nominowany do Nagrody Poetyckiej im. Wisławy Szymborskiej za tom Delta Dietla.
Postanowieniem prezydenta RP Bronisława Komorowskiego z 30 maja 2014 został odznaczony Krzyżem Kawalerskim Orderu Odrodzenia Polski za wybitne zasługi w pracy twórczej i działalności artystycznej, za osiągnięcia w promowaniu polskiej kultury.
Książka Ale o co ci chodzi? zdobyła główną nagrodę w 60. Konkursie Polskiego Towarzystwa Wydawców Książek – Najpiękniejsze Książki Roku 2019. W 2024 roku został laureatem Poznańskiej Nagrody Literackiej – Nagrody im. Adama Mickiewicza.

## Twórczość

### Poezja
- 1992: Zimne kraje (Wydawnictwo bruLion)
- 1994: Schizma (Wydawnictwo Obserwator)
- 1995: Zimne kraje 2 (Agencja Wydawnicza Zebra)
- 1995: Berlin
- 1996: 37 wierszy o wódce i papierosach (Instytut Wydawniczy Świadectwo)
- 1996: Trzecia połowa (Wydawnictwo a5)
- 1996: 20 niezapomnianych przebojów i 10 kultowych fotografii (Baran i Suszczyński)
- 1997: Zimne kraje 3 (Centrum Sztuki – Teatr Dramatyczny)
- 1998: Stare chłopy prowadzą rowery na techno (Wydawnictwo Pomona)
- 1998: Pieśni profana (Wydawnictwo Czarne)
- 2001: Czynny do odwołania (Wydawnictwo Czarne)
- 2003: Nieczynny (Wydawnictwo Lampa i Iskra Boża)
- 2003: Wiersze wyprane (Wydawnictwo Biuro Literackie)
- 2004: 49 wierszy o wódce i papierosach (Wydawnictwo Biuro Literackie)
- 2007: Muzyka środka (Wydawnictwo a5)
- 2007: Nieoczywiste (Wydawnictwo EMG)
- 2009: Niskie pobudki (Wydawnictwo EMG)
- 2011: Wiersze (Wydawnictwo EMG)
- 2013: Jeden (Wydawnictwo EMG)
- 2015: Delta Dietla (Wydawnictwo EMG)
- 2015: Zło, te przeboje (Wydawnictwo EMG). ISBN 978-83-63464-05-9
- 2016: Drobna zmiana (Wydawnictwo a5), ISBN 978-83-61298-99-1
- 2018: Polska (wiązanka pieśni patriotycznych) (Wydawnictwo Wolno), ISBN 978-83-946297-7-9
- 2019: Ale o co ci chodzi? (Wydawnictwo Wolno)[29] ISBN 978-83-953756-2-0
- 2021: Wybór (Wydawnictwo Wolno)[30], ISBN 978-83-959390-4-4
- 2022: Wiersze (autor, lektor i przypadkowe lafiryndy), Wydawnictwo Wolno[31], ISBN 978-83-965822-3-2
- 2023: Sierotka, Wydawnictwo Wolno[32], ISBN 978-83-965822-5-6

### Proza
- 2001: Katecheci i frustraci (jako Marianna G. Świeduchowska, z G. Dyduchem)
- 2005: Kotek (w antologii „Trupy polskie”)
- 2006: Dwanaście (Wydawnictwo EMG)
- 2007: Trzynaście (Wydawnictwo EMG)
- 2008: Jedenaście (Wydawnictwo EMG)
- 2009: Orchidea (wraz z: Gaja Grzegorzewska, Irek Grin) (Wydawnictwo EMG)
- 2011: Powieści (Wydawnictwo EMG)
- 2011: Plus nieskończoność (Wydawnictwo EMG) (w zbiorze Powieści)
- 2017: Nieprzysiadalność (autobiografia – wywiad rzeka), (Wydawnictwo Literackie)

### Opracowania
- Mistrz świata. Szkice o twórczości Marcina Świetlickiego, red. Piotr Śliwiński, Poznań 2011.
- Pierwsza połowa Marcina. Szkice o twórczości Marcina Świetlickiego, red. Joanna Roszak i Emilia Kledzik, Poznań 2012.
- Katarzyna Niesporek, „Ja” Świetlickiego, Katowice 2014.
- Paweł Panas, Opisanie świata. Szkice o poezji Marcina Świetlickiego, Kraków 2014.

### Rysunki
- Rysunki zabrane przez Jarosława Borowca, ułożone przez Teodora Jeske-Choińskiego, Poznań 2009.

## Dyskografia

### Jako współlider lub członek zespołu

#### ZThe Users
- 1999: Nie idź do pracy (LP)[33]

#### ZMikołajem Trzaską
- 2000: Cierpienie i wypoczynek (LP)[33]

#### Z grupą Czarne Ciasteczka
- 2003: Tradycyjne Polskie Pieśni Wielkopostne (LP)[33]

#### ZCezarym Ostrowskim
- 2004: Czołgaj się (LP)[33]

Z grupą Najprzyjemniejsi
- 2015: Wzięli i zagrali (LP)[34]

#### Z grupą Julia i Nieprzyjemni
- 2017: Wojaczek (LP)[33][35]

#### Z grupą Zgniłość
- 2017: Siedmiościan (LP)[36][37]

#### Z grupą Morświn
- 2021: Rewolucjaaa (LP)[38]

### Gościnnie
- 1998: Pidżama Porno – Styropian (LP)[36]
- 2003: Pidżama Porno – Koncertówka 2. Drugi szczyt (LP)[36]
- 2003: Dolina Lalek: Tribute to Kryzys vol. 1 (LP)[36]
- 2006: Chupacabras – Chupacabras (LP)[36]
- 2019: Projekt „Janerka na basy i głosy” – Janerka na basy i głosy (LP)
- 2020: Kapela ze Wsi Warszawa – Uwodzenie (LP)[39]
- 2021: Kirszenbaum – Się (LP)[40]
- 2021: Różni wykonawcy - I milczeć i śpiewać. Piosenki z wierszy Tadeusza Różewicza (LP) (jak członek zespołu Morświn)[41]
- 2025: Lunatycy Martwej Dyskoteki – Fioletowe niebo (SP)[42]

## Filmografia
- 1998: Małżowina (dramat, reż. W. Smarzowski, w roli głównej jako M.)
- 1999: Człowiek zwany „Świnia” (film biograficzny, reż. Aleksandra Czernecka, Dariusz Pawelec, jako on sam)[43]
- 2002: Anioł w Krakowie (komedia, reż. A. Więcek, jako on sam)
- 2008: Historia polskiego rocka (dokument, reż. L. Gnoiński, W. Słota)